# Selveje (boligområde)
Selveje er et boligområde med oprindeligt arbejderboliger i Valby. Kvarteret er anlagt af 1903 og består af 25 dobbelthuse, der ligger på Cæciliavej, Nørretofte Allé, Blankavej og Selveje Allé. Arkitekten var Christian Mandrup-Poulsen, og husene blev bygget 1905-06.
Selveje fik sit navn, forbi man ville understrege, at husejerne selv ejede deres grunde i modsætning til de mange grunde med hjemfaldspligt, som blev udstykket omkring århundredeskiftet. Hjemfaldspligt betød, at man efter en periode på 100 år var forpligtet til at sælge grunden tilbage til Københavns Kommune til kun grundens pris. Selve huset fik man ikke noget for. Ved det næste århundredeskifte valgte Københavns Kommune for et større kontantbeløb fra de enkelte grundejere at udskyde hjemfaldspligten yderligere 100 år.
Grundene i Selveje blev udstykket af en professor, der arbejdede for Carlsbergs laboratorier, og alle grundene blev bebygget med dobbelthuse.
Der var træer på Selveje Allé (deraf navnet allé) indtil vinteren 1943. Denne vinter var så kold at man måtte fælde træerne og bruge dem til brænde.